# Yvonne Delcour
Yvonne Delcour, pseudoniem van Yvonne Verschueren, (Gent, 8 mei 1932 – aldaar, 20 augustus 2024) was een Vlaams actrice. Delcour speelde onder meer in De kolderbrigade als Adrie en een gastrol in De Collega's. In 2008 speelde ze nog een bijrol in Aanrijding in Moscou.

## Biografie
Verschueren deed in 1949 auditie als danseres bij Romain Deconinck en deze wijzigde haar naam naar Delcour. Jarenlang speelde ze volkstheater in de Minardschouwburg in Gent, bij de Beren, het gezelschap van Romain Deconinck. Na de scheiding van Delcour van haar eerste man en de scheiding van Deconinck werden beiden een koppel en huwden in 1967. Na zijn overlijden verdween ze een aantal jaren van de scene. In het theater stond ze in 2005 in de Capitole in Gent in De Paradijsvogels in een regie van Jef Demedts, samen met onder andere de muzikale inbreng van Walter De Buck.
Delcour overleed op 20 augustus 2024 op 92-jarige leeftijd. Ze werd begraven op 24 augustus in de Sint-Martinuskerk in de Gentse wijk Ekkergem, en nadien bijgezet bij haar echtgenoot op de Westerbegraafplaats.
- MusicBrainz: a9fec91c-862d-4d7f-9dde-bef4a047faba